# Carl Erik Holmberg
Carl Erik Holmberg, född 16 februari 1909 i Lund, död där 26 november 2001, var en svensk väg- och vattenbyggnadsingenjör.
Holmberg, som var son till civilingenjör Carl-Olof Holmberg och Tora Timelin, avlade studentexamen 1927 och utexaminerades från Kungliga Tekniska högskolan 1932. Han var ingenjör vid vägförvaltningen i Malmöhus län 1932–1937, på byggnadskontoret i Jönköpings stad 1937–1938, byråingenjör i Landskrona stad 1938–1945, byggnadschef i Sandvikens stad 1945–1947 och i Lunds stad från 1947.